# Patinação de velocidade nos Jogos Olímpicos de Inverno de 2010 - 1000 m masculino
As competições de 1000m masculino da patinação de velocidade nos Jogos Olímpicos de Inverno de 2010 foram disputadas no Richmond Olympic Oval em Vancouver, Colúmbia Britânica, em 17 de fevereiro de 2010.

## Medalhistas
| Ouro   | USA Shani Davis  |
| Prata  | KOR Mo Tae-bum   |
| Bronze | USA Chad Hedrick |

## Recordes
Antes desta competição, os recordes mundiais e olímpicos da prova eram os seguintes:
| Tipo | Atleta           | Tempo   | Local          | Data                    |
| ---- | ---------------- | ------- | -------------- | ----------------------- |
|      | Shani Davis      | 1:06.42 | Salt Lake City | 7 de março de 2009      |
|      | Gerard van Velde | 1:07.18 | Salt Lake City | 16 de fevereiro de 2002 |

Nenhum recorde foi estabelecido nesta prova nos Jogos de Vancouver.

## Resultados
| Pos.              | Par | Raia | Atleta                        | Tempo    | Diferença | Notas |
| ----------------- | --- | ---- | ----------------------------- | -------- | --------- | ----- |
| Medalha de ouro   | 19  | o    | USA Shani Davis               | 1:08.94  | 0.00      |       |
| Medalha de prata  | 16  | o    | KOR Mo Tae-Bum                | 1:09.12  | +0.18     |       |
| Medalha de bronze | 16  | i    | USA Chad Hedrick              | 1:09.32  | +0.38     |       |
| 4                 | 12  | i    | NED Stefan Groothuis          | 1:09.45  | +0.51     |       |
| 5                 | 18  | i    | NED Mark Tuitert              | 1:09.48  | +0.54     |       |
| 6                 | 13  | o    | NED Simon Kuipers             | 1:09.65  | +0.71     |       |
| 7                 | 12  | o    | USA Nick Pearson              | 1:09.79  | +0.85     |       |
| 8                 | 17  | i    | FIN Mika Poutala              | 1:09.85  | +0.91     |       |
| 9                 | 17  | o    | KOR Lee Kyu-Hyeok             | 1:09.92  | +0.98     |       |
| 10                | 14  | i    | USA Trevor Marsicano          | 1:10.11  | +1.17     |       |
| 11                | 13  | i    | RUS Yevgeny Lalenkov          | 1:10.14  | +1.20     |       |
| 12                | 14  | o    | NED Jan Bos                   | 1:10.29  | +1.35     |       |
| 13                | 18  | o    | CAN Denny Morrison            | 1:10.30  | +1.36     |       |
| 14                | 11  | i    | CAN Jeremy Wotherspoon        | 1:10.35  | +1.41     |       |
| 15                | 3   | i    | NOR Mikael Flygind Larsen     | 1:10.38  | +1.44     |       |
| 16                | 10  | i    | GER Samuel Schwarz            | 1:10.45  | +1.51     |       |
| 17                | 4   | i    | JPN Tadashi Obara             | 1:10.51  | +1.57     |       |
| 18                | 19  | i    | KOR Mun Jun                   | 1:10.68  | +1.74     |       |
| 19                | 9   | i    | NOR Håvard Bøkko              | 1:10.73  | +1.79     |       |
| 20                | 3   | o    | CAN François-Olivier Roberge  | 1:10.75  | +1.81     |       |
| 21                | 7   | o    | RUS Dmitry Lobkov             | 1:10.795 | +1.85     | RS    |
| 22                | 11  | o    | RUS Aleksey Yesin             | 1:10.797 | +1.85     |       |
| 23                | 1   | o    | KAZ Denis Kuzin               | 1:10.88  | +1.94     |       |
| 24                | 15  | i    | CAN Kyle Parrott              | 1:10.89  | +1.95     |       |
| 25                | 15  | o    | GER Nico Ihle                 | 1:11.04  | +2.10     |       |
| 26                | 2   | o    | JPN Teruhiro Sugimori         | 1:11.13  | +2.19     |       |
| 27                | 5   | o    | POL Konrad Niedźwiedzki       | 1:11.24  | +2.30     |       |
| 28                | 6   | i    | KAZ Roman Krech               | 1:11.27  | +2.33     |       |
| 29                | 1   | i    | JPN Ryohei Haga               | 1:11.46  | +2.52     |       |
| 30                | 8   | i    | ITA Matteo Anesi              | 1:11.51  | +2.57     |       |
| 31                | 2   | i    | CHN Wang Nan                  | 1:11.82  | +2.88     |       |
| 32                | 10  | o    | POL Maciej Ustynowicz         | 1:12.10  | +3.16     |       |
| 33                | 6   | o    | ITA Ermanno Ioriatti          | 1:12.15  | +3.21     |       |
| 34                | 4   | o    | FIN Tuomas Nieminen           | 1:12.26  | +3.32     |       |
| 35                | 5   | i    | NOR Christoffer Fagerli Rukke | 1:12.31  | +3.37     |       |
| 36                | 9   | o    | KOR Lee Ki-Ho                 | 1:12.33  | +3.39     |       |
| 37                | 7   | i    | JPN Keiichiro Nagashima       | 1:12.71  | +3.77     | RS    |
| 38                | 8   | o    | RUS Aleksandr Lebedev         | 1:12.78  | +3.84     |       |

Legenda
| Recorde mundial      | Recorde mundial (World record)               |                       | Recorde africano                      | Recorde africano (African) |                                           | Q | Classificado por posição (Qualified) |
| Recorde olímpico     | Recorde olímpico (Olympic record)            | Recorde da América    | Recorde da América (Americas)         | q                          | Classificado por melhor tempo (Qualified) |   |                                      |
| Melhor marca do ano  | Melhor marca do ano (World leading)          | Recorde asiático      | Recorde asiático (Asian)              | DNS                        | Não largou (Did not start)                |   |                                      |
| Recorde nacional     | Recorde nacional (National record)           | Recorde europeu       | Recorde europeu (European)            | DNF                        | Não terminou (Did not finish)             |   |                                      |
| Recorde pessoal      | Recorde pessoal do atleta (Personal best)    | Recorde da Oceania    | Recorde da Oceania (Oceania)          | DSQ / DQ                   | Desclassificado (Disqualified)            |   |                                      |
| Recorde da temporada | Recorde da temporada do atleta (Season best) | Recorde sul-americano | Recorde sul-americano (South America) | NM                         | Sem marca (No mark)                       |   |                                      |